# Nexus (filosofie)
Een nexus, komt van het Latijnse "nectere", verbinden. Het betekent zoiets als centrum of focus van een bepaald geheel, of een verbinding (de link) die twee of meer personen of dingen met elkaar in verband brengt. 